# Джеймс Монро
Джеймс Монро (на английски: James Monroe) е петият (1817 – 1825) президент на САЩ. На него е наречена Доктрината Монро, макар че тя всъщност е създадена от неговия държавен секретар – Джон Куинси Адамс.

## Биография

### Младежки години
Роден е в окръг Уестморланд, Вирджиния и е единствено дете на заможно семейство, посещава училището на академията Кемпелтаун, а след това учи във Вирджинския колеж „Уилям и Мери“, сражава се самоотвержено в Континенталната армия, а след това практикува право във Фредериксбърг. Неговите родители са Спенс Монро (ок. 1727 – 1774) и Елизабет Джоунс, родена около 1729 година.
Като млад политик той се присъединява в Конвента на Вирджиния към антифедералистите, и гласува Конституцията, а в 1790 година, като поддръжник на идеите на Томас Джеферсън, е избран за сенатор в Сената на САЩ. Като пълномощен министър във Франция за периода (1794 – 1796) той показва силна подкрепа към френската кауза, по-късно заедно с Роберт Р. Ливингстън, под ръководството на президента Джеферсън, участват в преговорите за покупката на Луизиана. Губернатор е на Вирджиния за периода 1799 – 1802, избран е и за втори мандат през 1811 г., но подава оставка едва няколко месеца след встъпването в длъжност.

### Президентство
След войната с Великобритания от 1812 година Монро е избран на изборите през 1816 година за президент и след това бива преизбран за втори мандат през 1820 година. Монро е последният от ветераните – президенти от Войната за независимост и това е една от причините да не срещне почти никаква конкуренция при изборите.
Монро прави редица много добри назначения в своя кабинет, като посочва южняка Джон С. Калхун за военен министър, а северняка Джон Куинси Адамс като държавен секретар. Единствено отказът на Хенри Клей не дава възможност на Монро да назначи в кабинета си и изтъкнат представител на Запада.
Периодът на президентство на Монро е наречен „Ерата на добрите чувства“ поради почти отсъстващата липса на остро партийно противопоставяне. Федералистката партия е изчезнала и разривът между Демократическата партия и Партията на Вигите още не се е случил. Практически всеки политик е принадлежал към Демократично-Републиканската партия.
Тези „добри чувства“ обаче не траят дълго, въпреки че репутацията на Монро остава ненакърнена като води националистическа политика. Зад фасадата на национализма се появяват дълбоки пукнатини. Болезнената икономическа депресия безспорно е една от основните причини за недоволството сред населението на територията Мисури и желанието им от 1819 г., за напускане на Съюза и превръщането в робски щат, пропада. Промяната на закон за постепенното премахване на робството в Мисури води до тежки двугодишни дебати в Конгреса. Компромис се постига след включване в една общност на Мисури – робски щат и Мейн – свободен щат и забранява робството на север и запад от река Мисури.
Монро е известен може би най-вече с Доктрината Монро, която той представя пред Конгреса на 2 декември 1823 г. В нея той посочва, че двете Америки трябва да бъдат освободени от възможността за бъдеща колонизация и намеса от страна на Европа. Посочва се, че САЩ трябва да останат неутрални спрямо европейските войни и войните между европейските държави и техните колони, от друга страна САЩ си запазва правото да счита образуването на нови колонии в двете Америки и намесата във вътрешните работи на американските държави като акт на враждебност. Монро не започва формалното признаване на другите републики до 1822 г., когато убеждава Конгреса да започне откриване на дипломатически мисии. Той и неговият държавен секретар Джон Куинси Адамс избягват каквито и да било търкания с Испания в очакване тя да предаде Флорида, което и става през 1821 г.
Великобритания, подкрепена от мощната си флота, също се обявява против ново завладяване на Латинска Америка и предлага споразумение със САЩ за въздържане от колонизаторски действия. Бившите президенти Джеферсън и Мадисън съветват Монро да приеме сделката, но държавният секретар Адамс сочи: „Би било много по-честно … нашите принципи да се приемат и от страна на Франция и Русия и едва тогава да се занимаваме с британския войник“. Монро приема съвета на Адамс и това води до съгласие Латинска Америка да бъде оставена на мира, но и Русия не трябва да предявява претенции южно от тихоокеанския бряг. Двадесет години след смъртта на президента тези постановки стават известни като Доктрината Монро.

### Дните след президентството
След напускането на Белия дом Монро е натрупал значителна сума дългове, което го принуждава да продаде своята плантация, но така и не се възстановява финансово, а лошото здраве на жена му още повече влошава нещата. Той и жена му Елизабет живеят в Оук Хил до нейната смърт на 23 септември 1830 г. След това той се мести да живее при дъщеря си и умира там в спокойствие от сърдечно заболяване и туберкулоза – 4 юли 1831 година, което е 55 години след Декларацията за независимостта и 5 години след смъртта на президентите Томас Джеферсън и Джон Адамс. Първоначално е погребан в Ню Йорк Сити, но през 1858 г. е преместен в Ричмънд, Вирджиния.